# Saarfrank

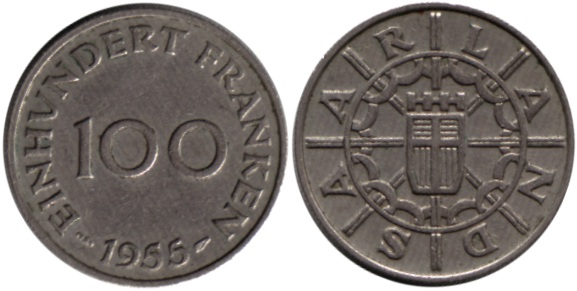
Een 100 Saarfrankstuk

De Saarfrank was de munteenheid van Saarland van 1954 tot 1959. In deze tijd was Saarland economisch verbonden met Frankrijk. De Saarfrank was dan ook slechts een verschijningsvorm van de Franse frank, die er ook wettig betaalmiddel was.

## Geschiedenis
Na de Eerste Wereldoorlog wordt het Saargebied, een vanwege een aanzienlijke steenkolenvoorraad en graad van industrialisatie economisch belangrijke en winstgevende regio, bezet door Frankrijk. Frankrijk krijgt het recht om de mijnen in het Saargebied vanaf 1920 vijftien jaar lang te exploiteren. Vanaf 1 juni 1923 wordt Saarland economisch in Frankrijk geïntegreerd en is de Franse frank er wettig betaalmiddel. De enige geldproductie uit deze periode is die van bankbiljetten van 50 centimes en 1 frank uit 1930, uitgegeven door het bestuur van de Franse staatsmijnen in het Saargebied. Deze bankbiljetten staan bekend als Grubengeld (Mijngeld). De Duitse Reichsmark wordt echter ook op grote schaal gebruikt en als Saargebied in 1935 na een volksstemming weer Duits wordt, officieel ingevoerd. Vanaf 1935 staat het gebied bekend als Saarland.
Na de Tweede Wereldoorlog ligt Saarland aanvankelijk in de Franse bezettingszone. In 1946 wordt Saarland uit de bezettingszone gehaald en wederom economisch en politiek aan Frankrijk verbonden. In 1947 worden er door de Franse autoriteiten Franstalige bankbiljetten met waarden van 1 tot 100 mark gedrukt. Deze worden al snel weer ingetrokken, vanwege de herinvoering van de Franse frank.
De Muntwet van 7 juli 1954 maakt het mogelijk aparte munten en biljetten voor Saarland te produceren. Tussen 1954 en 1957 worden in Parijs munten geslagen van 10, 20, 50 en 100 frank voor Saarland. De munten worden naast de Franse franken gebruikt. 
Na een volksstemming wordt Saarland op 1 januari 1957 een deelstaat (Bundesland) van de Bondsrepubliek Duitsland. De economische integratie in Duitsland wordt op 6 juli 1959 voltooid door het buiten omloop stellen van de Saarfrank. Ze wordt ingewisseld tegen een koers van 100 frank = 0,8507 Duitse mark.

## Beeltenissen
De beeldenaar van Saarfranken verwees vooral naar de industrie en mijnbouw van de regio.
Op de munten van 10, 20 en 50 frank werd het wapen van Saarland met op de achtergrond een fabriek en een mijn weergeven. Op de munten van 100 frank werd het wapen van Saarland met een tandwiel erachter weergegeven.
Bankbiljetten waren bedrukt met classicistische motieven die handel en wijsheid symboliseerden.